# اس‌اس آرکادیا (۱۹۵۴)
اس‌اس آرکادیا (۱۹۵۴) (به انگلیسی: SS Arcadia (1954)) یک کشتی است که طول آن 721 feet 4 inches (219.9 m) می‌باشد. این کشتی در سال ۱۹۵۳ ساخته شد.